# Imanol Idiakez
Joseba Imanol Idiakez Barkaiztegi, noto semplicemente come Imanol Idiakez (San Sebastián, 14 marzo 1972), è un allenatore di calcio ed ex calciatore spagnolo, di ruolo centrocampista.

## Palmarès

### Allenatore

#### Competizioni nazionali
- Coppa di Cipro: 1

AEK Larnaca: 2017-2018
- Primera Federación: 1

Deportivo La Coruña: 2023-2024 (Gruppo 1)